# IC 2376
IC 2376 ist eine Galaxie vom Hubble-Typ S? im Sternbild Krebs auf der Ekliptik, welche etwa 595 Millionen Lichtjahre von der Milchstraße entfernt ist.
Das Objekt wurde am 24. Januar 1898 von Stéphane Javelle entdeckt.